# Bistum Garissa
Das Bistum Garissa (lat.: Dioecesis Garissaensis) ist ein in Kenia gelegenes Bistum der römisch-katholischen Kirche. Sitz des Bistums ist Garissa. Das Gebiet des Bistums umfasst die vormals in der Provinz Nordostkenia zusammengefassten Bezirke Garissa, Mandera und Wajir sowie einen Teil des Bezirks Tana River.

## Geschichte
Bereits im 16. Jahrhundert errichteten portugiesische Augustiner eine Missionsstation in Faza auf Pate, eine Insel des Lamu-Archipels an der Nordküste Kenias. Die Consolata-Missionare engagierten sich ab 1968 von ihrer Missionsstation in Meru aus im heutigen Diözesangebiet und errichteten Stützpunkte in Wajir und Mandera. Ab 1973 siedelten sich Kapuziner der maltesischen Ordensprovinz an.
Das heutige Bistum Garissa wurde am 9. Dezember 1976 durch Papst Paul VI. aus Gebietsabtretungen des Bistums Meru und des damaligen Bistums Mombasa heraus als Apostolische Präfektur formiert. Die Präfektur umfasste die zuvor zum Bistum Meru gehörende Provinz Nordostkenia sowie die südlich daran angrenzenden Bezirke Tana River und Lamu der Küstenprovinz, die bislang zum Bistum Mombasa gehört hatten. Am 3. Februar 1984 erhob Papst Johannes Paul II. die Apostolische Präfektur zum Bistum. Am 2. Juni 2000 gab das Bistum Garissa den Bezirk Lamu und einen Teil des Bezirks Tana River ab; zusammen mit dem bisher zum Erzbistum Mombasa gehörenden Bezirk Malindi wurde daraus das Bistum Malindi gegründet.
Das Bistum Garissa ist Suffraganbistum des Erzbistums Mombasa.

## Pfarreien

Garissa

- Garissa
- Hola
- Wajir
- Mandera
- Bura (Tana River County)
- Wenje

## Ordinarien

### Apostolischer Präfekt
- Leo White OFMCap, 1976–1984

### Bischöfe
- Paul Darmanin OFMCap, 1984–2015
- Joseph Alessandro OFMCap, 2015–2022
- George Muthaka OFMCap, seit 2022